# 净水器

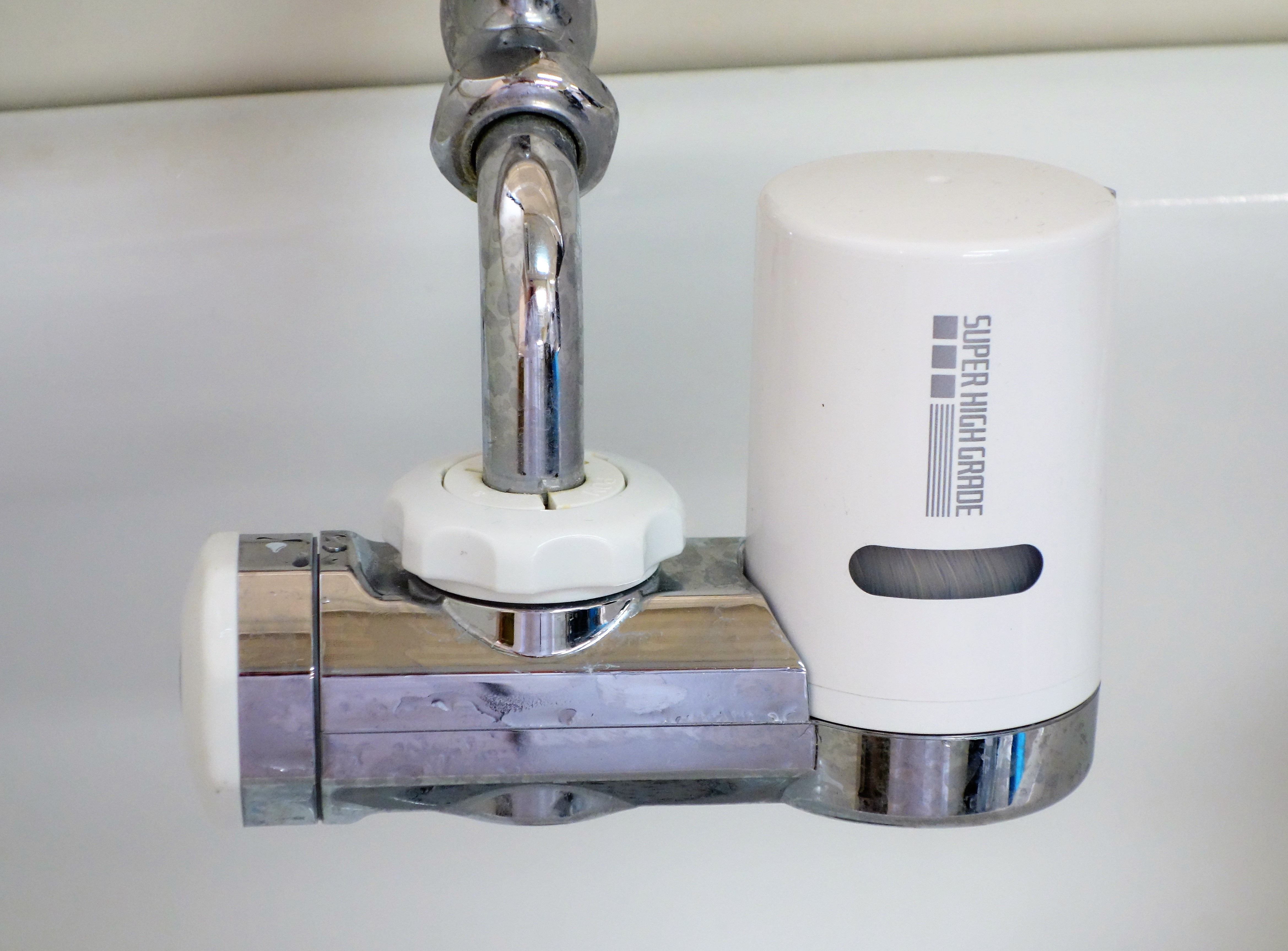
連接到水龍頭的淨水器

净水器又稱濾水器，是一種净化水質的裝置，可以將水裡面的雜質過濾或去除。家裡用的濾水器通常裝在水龍頭上面。过滤器净化後的水可以進行农业灌溉，人們也可以直接饮用。

## 過濾方法
過濾器利用篩選、吸附、離子交換、生物膜和其他過程來去除水中不需要的物質。與篩子或篩網不同，過濾器可以去除比水通過的孔小得多的顆粒，例如硝酸鹽或隱孢子蟲等細菌。
在過濾方法中，值得注意的例子是沉澱，用於從水中分離硬質和懸浮固體和活性碳處理，通常將沸水倒過一塊布以捕獲不需要的殘留物。此外，也使用機械將水轉移到多重過濾水箱中進行脫鹽和淨化。該技術旨在更大規模地過濾水，例如為整個城市提供服務。
這三種方法特別相關，因為它們可以追溯到幾個世紀前，並且是當今使用的許多現代過濾方法的基礎。

## 類型

### 水處理廠過濾器

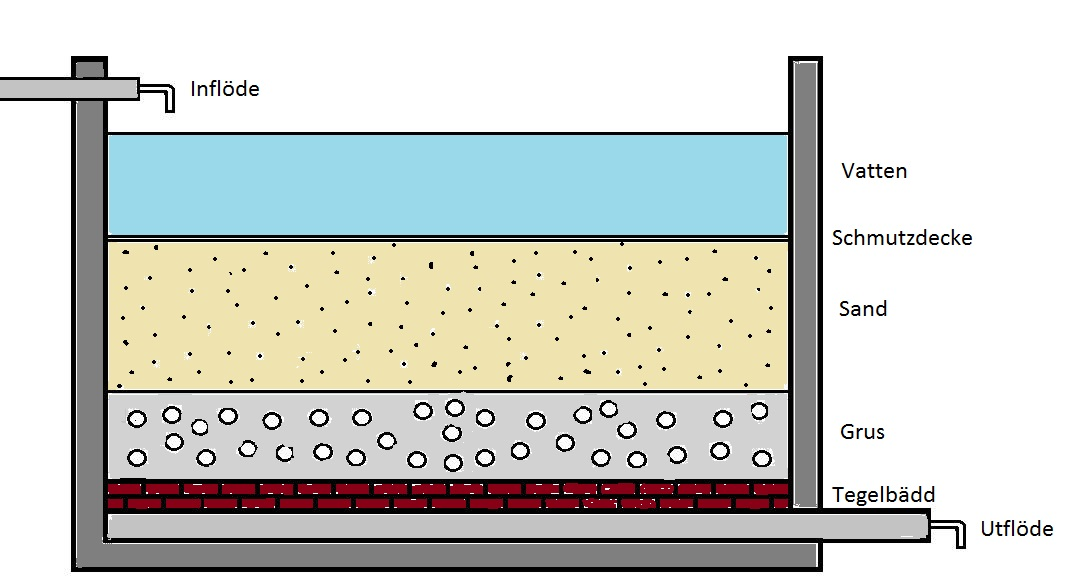
砂過濾器示意圖

用於市政和其他大型處理系統的水過濾器。

### 家用飲水過濾器

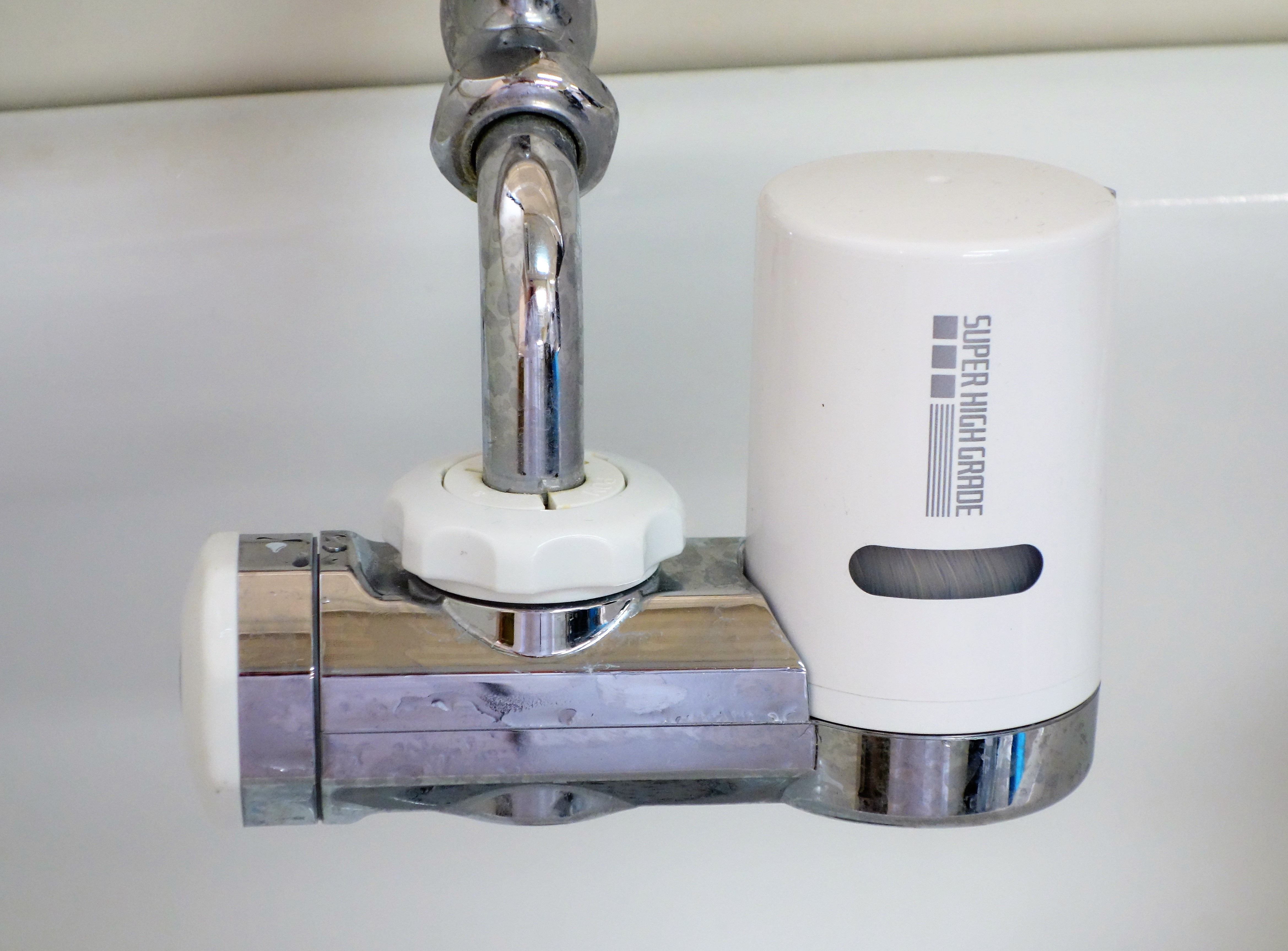
連接到水槽水龍頭的飲水淨水器

家用飲水過濾器包括用於碳過濾的顆粒活性碳過濾器、深層過濾器、金屬合金過濾器、微孔陶瓷過濾器、碳塊樹脂、微濾和超濾膜。有些過濾器使用不只一種過濾方法。多屏障系統就是一個例子。壺式過濾器可用於少量飲用水。有些水壺配有內置硬水軟化器，主要是為了減少水垢的堆積。

### 手提式濾水器
這些過濾器通常體積小、便於攜帶且重量輕 (1—2磅（0.45—0.91）或更輕）。這些通常透過機械手動幫浦來過濾水，儘管有些使用虹吸滴水系統迫使水通過，而有些則內置在水瓶中。髒水通過篩網過濾的柔性矽管泵送通過專門的過濾器，最終進入容器。這些過濾器可以去除可能引起疾病的細菌、原生動物和微生物包囊。過濾器可能具有必須更換或清潔的細網，而陶瓷水過濾器在雜質堵塞時必須磨損其外部。

### 陶瓷濾水器
主詞條：陶瓷濾水器
陶瓷過濾器代表了低成本的水過濾解決方案，儘管是最古老的過濾方法之一，但仍被廣泛使用。這些過濾器不僅存在於家庭內部，而且還用於工業工程（作為高溫過濾器）的多種過程。
用於日常用水的傳統陶瓷過濾器（稱為燭式過濾器）依靠重力和中央燭式工作，這使得過濾過程顯著延長。
這些水過濾器不應與水消毒設備或藥片混淆，後者可以去除或殺死甲型肝炎和輪狀病毒等病毒。